# 狂亂家族日記
《狂亂家族日記》是日日日在Fami通文庫出版的輕小說。插畫家為x6suke。第六屆Enterbrain「Entame大獎」佳作。

## 概要
每個章節一開始都是從家族間的交換日記「狂亂家族日記」選出的文章，藉此說明家族心情並展開劇情。帝架不能寫字，口述並由凰火代筆。輪到月香時則為月香觀察日記。

## 故事
一千年前出現的破壞化身「閻禍」在滅亡前丟下一句「一千年後我的孩子將會將絕望帶給世界」。千年過後，靠著DNA鑑定選出數名可能是「閻禍子孫」的人類或生物。為了確定誰是「閻禍之子」，擬定了「和樂家族計畫」──將所有可能是「閻禍之子」的人結合成一個家庭共同生活。對策局對策一課行動部隊隊長亂崎凰火以「父親」的身分被強制參加。

## 登場人物

### 亂崎一家
亂崎凶華（聲優：藤村步）
亂崎家的「母親」。本名是休琪娃‧愛亞愛莉，自稱20歲，看起來是長著貓耳和貓尾巴的少女。能夠使用介入他人思考的特殊能力「行動電話」。
性格和貓如出一轍。以喜怒無常、桀傲不遜的態度對待家人，但對家人持有感情。從前魔族的前代女王凡妮莎‧艾德拉岡佔據了被破壞神席格努斯的肉體，封印其精神，之後失去記憶成為現在的凶華。儘管鮮少表現出來，愛著凰火且多次因吃醋差點引發兇殺事件。曾經在半夜鑽進凰火被窩，被裝睡敷衍過去。有如此大膽行為，卻搞不清楚如何生小孩。對自己的身材相當在意。
亂崎凰火（聲優：近藤孝行）
本作主角。亂崎家的「父親」。亂崎凰火就是其本名，27歲，大日本帝國超常現象對策局對策一課行動部隊隊長。個性冷靜沉著。平常被凶華踩在腳底下，一旦發火卻相當恐怖。三歲時雙親因一場意外身亡，同時失去了所有的記憶，由雙親上司海爾博士和花山嚴一郎撫養成人。即使嘴上一直說凶華怪物，實際上深愛凶華，得知其真實身份依然毫無動搖。死神三號的青梅竹馬，一同被花山撫養長大。
亂崎銀夏（聲優：藤田圭宣）
亂崎家的「長男」。本名為黃櫻銀一，23歲。出生於黑道家庭。小時候喜歡的對象黃櫻亂命被父親殺害後離家出走。雖然是亂崎家少數具有常識的人，又是個美男子，卻有性別認同障礙。平時用女性的口氣說話，憤怒時會恢復成男性口吻。在人妖酒家「比爾格」上班。對千花的愛情表現感到十分困擾(但似乎對於千花的鞭刑有著莫名的享受)。
亂崎帝架（聲優：安元洋貴）
亂崎家的「次男」，本名沙克，七歲，聽的懂人話的獅子。在非洲的熱帶草原長大。「褐色皇帝」最後的正統血脈。相當疼愛優歌。原本性格高傲，卻因為凶華和優歌的行動漸漸尚失尊嚴。相當純真，連青梅竹馬斑斑女扮男裝都沒發現。
亂崎雹霞（聲優：廣橋涼）
亂崎家的「三男」，本名為黑色十三號，3歲，以「閻禍」肉片製作而成的陸戰型生物兵器。由海爾、去渡去彥與蓋柏克‧凱薩製造出來。殲滅研究所後沉睡了三年。性格像小孩子，喜歡看電視。故意封印住研究所時代的記憶，但遇到去渡博士後就便完全恢復。藉由和家族與鷹緣切子交流逐漸萌生人類情感。
亂崎千花（聲優：戶松遙）
亂崎家的「長女」。本名姬宮千子，17歲。並不是真正的「閻禍之子」，卻靠著凶華的「行動電話」能力支配檢察官的視覺，導致錯誤的檢查結果(本人沒有閻禍的DNA，加入亂崎家明顯的有問題)，第三集後加入亂崎家族。和優歌是姐妹，心靈中都有很深的傷痕。喜歡小時候拯救自己的銀夏興趣是用手銬、繩子跟鞭子玩弄銀夏。自己雖不願意，卻成為五重必殺學園的老大，被同性異常愛慕，稱之為「姊姊大人」。
巨乳，身材十分好，因此被身材貧乏的兇華所嫉妬著，常常受到兇華的性騷擾言語攻擊。
第四集第一次用「母親」稱呼凶華。在非人類為主的家庭中算比較有常識，但還是有某些地方怪怪的。
亂崎優歌（聲優：花澤香菜）
亂崎家的「次女」(第一集中為長女)。本名姬宮零子，九歲，在原本家庭受到虐待，被家人稱作「孤獨人形」。儘管在鬼之家「姬宮」成長卻性格溫柔，家族受到傷害時會露出惡鬼般神情。相當中意帝架的毛皮。由於受虐以及壓力的因素，使她有嚴重的味覺障礙，也因此讓她成為全家唯一一個敢吃凶華做的菜的人。
亂崎月香（聲優：佐藤利奈）
亂崎家的「三女」(第一集中為次女)，是粉紅色的水母。本名Warave。年齡不明，可以確定的是年紀不小。被對策一課行動部部長釣上來，半開玩笑的送檢，卻發現有「閻禍」的DNA。
能夠變色表現感情，只吃高級壽司，能夠寫字、吸海水巨大化，令人懷疑到底這是不是水母。實際上在千年前與閻禍本人似乎有關聯，曾數度出現在困頓的家族面前。
真身是身著十二單的平安時代美女，原本是Oasis故鄉星球「海」的神祇，突然被強欲王求婚，因害怕他而開始千年的逃亡旅程。
實際上千年前對強欲王是有些動心的,在強欲王遵守約定守候千年後,雙方在地球再逢時終於答應婚約。
對強欲王有些S傾向,曾經忍不住想踹踹對方的臉

### 超常現象對策局
死神三號（聲優：森永理科）
本名霧岬知紅。對策一課行動部隊副隊長。凰火的青梅竹馬，自稱為凰火的戀人，因此與凶華的關係劍拔弩張。20年前居住的村子因為受到席格努斯襲擊而毀滅，為了復仇而繼承死神之名。只知道愛或殺兩種極端反應。平常總戴著般若面具(死神的註冊商標)，實際上是為了遮掩臉上的火傷。對火傷抱持自卑感，也因此喜歡破壞敵人的臉。
戰鬥力高強，和凶華平分秋色。
平塚雷蝶（聲優：後藤邑子）
別名死神二號。被稱呼為「傾國的恐怖份子」，是世上最邪惡的恐怖份子。理應被判死刑，卻突然就任超常現象對策局對策二課研究部長，經過數個月後還升職到超常現象對策局局長。背上長著蝴蝶翅膀，額頭長出觸角。研究部長的時代無論凶華提出何等無理難題都使用對策局的技術實現她的願望。自稱在下，說話敷衍，但依據情勢也能夠好好說話。
本名黃櫻亂命，在被拘禁於黃櫻家地下時遇見銀夏。是銀夏的初戀對象，也是造成性別認同障礙的原因。為了對付未來災厄，使用各種手段準備迎擊。
花山嚴一郎（聲優：斧アツシ）
超常現象對策局副局長，養育凰火和知紅的恩人。臉非常恐怖，身體相當強壯。
蜘蛛（聲優：大原崇）
本名不名。超常現象對策局對策零課諜報部隊長。雖然是平塚雷蝶的部下，實際主人是不解宮蜜莉歐。做忍者打扮。平時看似隨便，戰鬥時或在不解宮蜜莉歐身邊時便會認真起來。
皮耶爾（聲優：喜多村英梨）
本名西倉明，凶華把他取名皮耶爾，並大大的寫在披風上。比起本名，皮耶爾較為知名。所屬超常現象對策局二課研究部。現在凶華人民共和國國王。外表看起來不男不女。在千花危機時和國民「伊藤」一起出現幫助千花。
紅茶（聲優：飯田浩志）

### 魔族
敖德薩‧艾（聲優：齋藤桃子）
本名敖德薩‧艾格里芬。附身在席格努斯身上的凡妮莎‧艾德拉岡(凶華)的妹妹，魔界女王。嚴格說來並不是凶華的妹妹，不過完全把凶華當成姐姐。由於經常被拿來和前女王的姐姐比較，相當敵視凶華。但現在個性已緩和，甚至連冒險都要給凶華忠告。對自己的名字相當自傲，被嘲笑時會非常憤怒。
精神年齡和年幼的口氣成比例。儘管如此，由於非常努力，雖不及姐姐，也是相當有能力的政治家。
對家族似乎有所憧憬，在誤會解開後相當重視姊姊(凡妮莎/凶華)，且喜歡稱呼自己為亂崎家子女的阿姨
斯亞‧雷克雷斯聶斯（聲優：武虎）
敖德薩‧艾的家臣，魔族王族教育委員長。男性。
非常認真，十分忠誠。其忠誠心在企圖阻止敖德薩與凶華對決的時候便能明白。
因敖德薩相當任性，對際遇相同的凰火意氣相投。
凡妮莎‧艾德拉岡（聲優：藤村步）
前魔界女王，附身在席格努斯的魔族。名字的意思是「昏暗與白炎」。魔界史上最傑出的政治家，精神力相當強大。

### 地下帝國香格里拉
（聲：矢作紗友里）
被稱為帝國的旅行藝人，18歲。認為凰火是帶走主人休琪娃的異教徒，非常討厭凰火。

在地下帝國時負責照顧凶華的人。凶華認為「千言萬語都無法形容的醜男」。

### 其他
席格努斯（SYGNUSS）
千年前就存在的怪物。能夠使用像是光之蛇的東西吸收人的生氣。只有死神的家系能夠將其無效化。「閻禍」的妹妹。
被凶華附身，不過意識能夠離開身體活動。
雖然是喜歡破壞的危險人物，不過也有對髮型和服裝相當堅持的女性化一面。雖然是凶華的身體，料理能力遠在凶華之上。
個性單純不服輸因此容易被哄騙，嘴巴雖然很兇但對認同的親友非常重視，視強欲王為搶走姊姊的人而存有敵意。
Oasis(オアシス) （聲：水樹奈奈）
強欲王來地球時搭邊車過來的宇宙人。
出生在星球「海」，在所有生命再再水中融為一體的「海」中是保有自我的稀有存在。
對自己突然萌生的戀愛心情感到煩惱，為了尋找尚未出現的對象而來到地球。
對來到地球第一次碰到的凰火懷抱感情。
來到地球後，明白在故鄉無法明白，「個人」的悲喜情感。
強欲王（聲：關智一）
「閻禍」所言的未來災禍。
真面目是一千年前愛上Warave的宇宙之神(管理人)。
本人是相當純真的和平主義者，但因為是神而力量強大。
相當重視約定跟公平，有恩必還，即使會因此陷入困境也不會反悔。
雖然是宇宙最強存在，不過是超級愛/怕妻家，在月香面前抬不起頭。
斑斑（聲：井上麻里奈）
「褐色血脈」的倖存者。已某些理由偽裝成雄獅，實際是母獅子。由於白化症，全身都是白色，因此被推落山谷，被皇帝一族放逐。當時身上受了不少傷。「斑斑」這個名字便是以此命名。喜歡青梅竹馬帝架。
去渡去彥（聲：田中完）
開發雹霞的其中一人。外表像猴子，一輩子為此感到自卑。已生病死亡。與強迫雹霞進行不人道實驗的其他兩人不同，對雹霞抱著相當深厚的感情。
蓋柏克‧凱薩（聲：川田紳司）
開發雹霞的其中一人。頭腦相當好，能輕易完成現代科學作不到的事。精神年齡低下，為了受到其他人稱讚而成為瘋狂科學家。行事沒有明顯的惡意，但也沒有罪惡感或道德的觀念，只要是為了實驗不論是犯罪或破壞都無所謂，因此被稱為長腳的核彈。在雹霞暴走時受重傷，全身七成以機械構成，頭部帶著機械頭盔。之後又數度瀕臨死亡死亡，卻都靠著超科學復活。和海爾博士是青梅竹馬，由於常被海爾虐待，相當害怕她。最近也很害怕凰火，理由是他是海爾照顧的小孩。
有時會被凶華稱為下僕博士。
海爾博士（聲：川澄綾子）
開發雹霞的其中一人，也是哈密瓜刑警的開發者之一。凰火遇到死神三號前的照顧者。凰火的戰鬥能力也是因為她的斯巴達教育得到的。和蓋柏克博士是青梅竹馬，時常虐待她。作者評論她為複雜的傲嬌腳色。現在失去肉體，將記憶和靈魂移植到哈密瓜刑警上。
哈密瓜刑警（聲：石川英郎）
海爾博士的諜報特化型生物兵器。和雹霞長相相似，顏色是綠色，很像螳螂。真正的名稱是夢蝶(マンティス)，不過被凶華取名哈密瓜刑警後便成為固定名稱。稱呼雹霞哥哥。
不解宮蜜莉歐（聲：生天目仁美）
世界第一的大富豪，站在不解宮家的頂點，並在背後支持雷蝶成為局長。雖然很矮，卻裝著裝飾蛋糕般的衣服掩飾。幾乎和外界沒有往來，不明世理而沒有朋友。雖然是雷蝶的支持者，但她本身卻支持和樂家族作戰，雖然在亂崎家中有著「重要的人」。
鷹緣切子（聲：西野陽子）
雹霞認識的少女，被捲入蓋柏克與雹霞的戰鬥中。努力企圖修補在麵包店工作的父親與在柏青哥店工作母親之間的關係。實際上是造雹霞暴走原因的少女結子之妹。現在離開城市隻身旅行。和雹霞成為男女朋友，時常有聯絡。
鷹緣結子
切子的雙胞胎姐姐。被帶到雹霞被製造出來的研究所，和她一同生活了一段時間，被當成讓雹霞殺害的「祭品」出生的少女。最後被研究所關在棺材中作為標靶欺騙雹霞，被雹霞在射擊訓練中射殺。
美露卡哆比（聲：下屋則子）
為了賺錢來到日本帝國，「神聖合眾國」出身的妖怪少女。長著貓耳和尾巴，外表和凶華相似。經過一番波折，和撿到自己的男性桂林道一起到人妖酒家「比爾格」上班。
桃草愛智（聲：水澤史繪）
就讀五重必殺學園的女高中生。原本為老大，輸給千花後讓讓位，並成為千花的手下。
黃櫻組底下桃草組組長的女兒，雖然是不良少女但性情憨厚。
罪木靜（聲：五十嵐裕美）
就讀五重必殺學園的女高中生。非常喜歡動物。在「世界七大動物園」打工。
和原本的桃草組組員多家墓真蒼是打工同事，獸化事件後似乎關係不錯。
山口聖（聲：壽美菜子）
就讀五重必殺學園的女高中生。和靜有如雙胞胎相像。
溺愛弟弟，日曆上寫滿弟弟的行程。
山口清
優歌的同學，聖的弟弟。
原本是欺負優歌的其中一人，現在相當後悔，對優歌有好感。
優歌常叫錯成山本同學。
 （聲：釘宮理恵）
海盜團長グラワルド＝サーペント的女兒，有著像小學生的外表，在動畫第10話（番外篇）中出現，天真無邪的性格實在不怎麼像個海盜，直到與父親グラワルド＝サーペント的靈魂對話過後，才回到海盜般的性格。
在動畫第25集（主篇）中也出現，與亂崎一家一起對抗外星人「水」的侵略。
 （聲：西村知道）
天真海盜ムジャッキー・サーペント的父親，已逝，非常兇惡與之名的海賊頭目。出現在動畫第10話中。

## 用語
大日本帝國
架空的國家，世界最大國，影響力強大。首都在以前被稱做東京的地方。
超常現象對策局
負責處理警察無法對付之超常現象的專門組織。可說是世界頂級。
和樂家族作戰
代號「code-Olympus」，取代消滅所有可能是「閻禍之子」的計畫「code-Armageddon」。花山嚴一郎推薦的「code-Olympus」作戰是將所有可能的存在結合成一個家庭，讓閻禍之子學到家庭的重要後放棄虐殺人類。
魔族
精神生命體，不存在肉體概念。能夠附身在人類身上行動(附身時會長出尾巴、獸耳等等)。是夢世界的住民，也存在類似王國的組織。
死神
殺害上千生物後獲得的稱號。以編號做區隔。死神一號和三號有血緣關係，但血緣關係並非必要條件。
紅茶
在大日本帝國做特殊工作得到的稱號，就某個角度而言被稱為是國家的走狗。
宴會
亂崎家發生問題時，大體上會濫用國家權限，引起華麗的騷動後，將情勢導向好的方向。這在亂崎家被凶華稱為宴會。能考慮到的關係都會使用。大致上是凶華構想、主導的計畫。

## 出版書籍
| 集數 | ENTERBRAIN     | ENTERBRAIN             | 尖端出版社    | 尖端出版社            |
| 集數 | 發售日期       | ISBN                   | 發售日期      | ISBN                  |
| ---- | -------------- | ---------------------- | ------------- | --------------------- |
| 壹   | 2005年6月1日   | ISBN 978-4-7577-2290-3 | 2006年8月10日 | ISBN 957-103337-5     |
| 貳   | 2005年7月30日  | ISBN 978-4-7577-2358-0 | 2006年9月8日  | ISBN 957-103357-X     |
| 參   | 2005年9月30日  | ISBN 978-4-7577-2433-4 | 2006年12月1日 | ISBN 957-103436-3     |
| 肆   | 2006年2月27日  | ISBN 978-4-7577-2620-8 | 2007年6月16日 | ISBN 978-957-103588-8 |
| 伍   | 2006年6月30日  | ISBN 978-4-7577-2827-1 | 2007年9月8日  | ISBN 978-957-103669-4 |
| 陸   | 2006年7月29日  | ISBN 978-4-7577-2868-4 | 2008年2月13日 | ISBN 978-957-103785-1 |
| 柒   | 2007年3月30日  | ISBN 978-4-7577-3420-3 | 2009年5月1日  | ISBN 978-957-104039-4 |
| 捌   | 2007年7月30日  | ISBN 978-4-7577-3633-7 | 2010年6月2日  | ISBN 978-957-104307-4 |
| 玖   | 2008年3月29日  | ISBN 978-4-7577-4132-4 | 停止出版      | 停止出版              |
| 拾   | 2008年7月30日  | ISBN 978-4-7577-4331-1 | 停止出版      | 停止出版              |
| 拾壹 | 2008年11月29日 | ISBN 978-4-7577-4517-9 | 停止出版      | 停止出版              |
| 拾貳 | 2009年11月30日 | ISBN 978-4-04-726140-2 | 停止出版      | 停止出版              |
| 拾參 | 2010年3月29日  | ISBN 978-4-04-726398-7 | 停止出版      | 停止出版              |
| 拾肆 | 2010年10月29日 | ISBN 978-4-04-726818-0 | 停止出版      | 停止出版              |
| 拾伍 | 2011年3月28日  | ISBN 978-4-04-727131-9 | 停止出版      | 停止出版              |

| 集數 | ENTERBRAIN     | ENTERBRAIN             | 尖端出版社     | 尖端出版社            |
| 集數 | 發售日期       | ISBN                   | 發售日期       | ISBN                  |
| ---- | -------------- | ---------------------- | -------------- | --------------------- |
| 1    | 2006年11月30日 | ISBN 978-4-7577-3032-8 | 2010年10月25日 | ISBN 978-957-104381-4 |
| 2    | 2007年11月30日 | ISBN 978-4-7577-3854-6 | 2012年8月7日   | ISBN 978-957-104883-3 |
| 3    | 2008年4月28日  | ISBN 978-4-7577-4172-0 | 停止出版       | 停止出版              |
| 4    | 2009年2月28日  | ISBN 978-4-7577-4705-0 | 停止出版       | 停止出版              |
| 5    | 2009年7月30日  | ISBN 978-4-7577-4983-2 | 停止出版       | 停止出版              |
| 6    | 2010年2月27日  | ISBN 978-4-04-726315-4 | 停止出版       | 停止出版              |
| 7    | 2010年7月30日  | ISBN 978-4-04-726651-3 | 停止出版       | 停止出版              |
| 8    | 2011年1月29日  | ISBN 978-4-04-727032-9 | 停止出版       | 停止出版              |
| 9    | 2011年7月30日  | ISBN 978-4-04-727395-5 | 停止出版       | 停止出版              |

### 改編漫畫
| 集數 | ENTERBRAIN    | ENTERBRAIN             | 尖端出版社    | 尖端出版社           |
| 集數 | 發售日期      | ISBN                   | 發售日期      | EAN                  |
| ---- | ------------- | ---------------------- | ------------- | -------------------- |
| 1    | 2008年8月25日 | ISBN 978-4-7577-4387-8 | 2009年4月10日 | EAN 471-7702-22464-6 |
| 2    | 2009年2月25日 | ISBN 978-4-7577-4709-8 | 2010年7月12日 | EAN 471-7702-23221-4 |
| 3    | 2009年9月18日 | ISBN 978-4-04-726035-1 | 2010年9月10日 | EAN 471-7702-23316-7 |
| 4    | 2010年3月25日 | ISBN 978-4-04-726397-0 | 2011年9月3日  | EAN 471-7702-24148-3 |

### 公式書
- ISBN 978-4-7577-4587-2

## 電視動畫

### 製作團隊
- 原作 - 日日日
- 人物原案 - x6suke
- 監督 - 黒田やすひろ
- 系列構成 - 池田眞美子
- 人物設計、總作畫監督 - 古賀誠
- 美術監督 - 館藤健一
- 色彩設計 - 鎌田千賀子
- 攝影監督 - 菅原徹
- 編輯 - 武宮むつみ
- 音響監督 - 明田川仁
- 音樂 - 菊谷知樹
- 製作人 - 永谷敬之、鈴木健太、松永裕一、木戸健介、里見哲朗、小野達矢
- 執行製作人 - 高江勇次
- 動畫製作 - Nomad
- 製作 - 超常現象対策局分室（萬代影視、Enterbrain、Movic、Lantis）

### 主題曲
片頭曲
「超妻賢母宣言」
作詞 - MI-KO / 作曲・編曲 - 柏森進 / 歌 - MOSAIC.WAV(2008年4月23日)
片尾曲
「狂乱戦記 〜日常ノ神サマ〜」
作詞 - 畑亜貴 / 作曲 - 浅野実希 / 編曲 - 村井大 / 歌 - 乱崎凶華（藤村歩）(2008年5月14日)
「THE PITFALLS」
作詞 - 畑亜貴 / 作曲・編曲 - 松井望 / 歌 - 乱崎凰火（近藤孝行）(2008年5月21日)
「ヘンな神さま知ってるよ」
作詞 - 畑亜貴 / 作曲 - 伊藤真澄 / 編曲 - Ballet Mechanique / 歌 - 乱崎優歌（花澤香菜）(2008年5月28日)
「コードネイムはLady-X」
作詞 - 畑亜貴 / 作曲 - 福本公四郎 / 編曲 - 近藤昭雄 / 歌 - 乱崎銀夏（藤田圭宣）(2008年6月4日)
「ボクハ更新サレマシタ」
作詞 - 畑亜貴 / 作曲・編曲 - ツキダタダシ / 歌 - 乱崎雹霞（広橋涼）(2008年6月25日)
「あっぱれ変化じゃ。」
作詞 - 畑亜貴 / 作曲 - 福本公四郎 / 編曲 - 米田行弘 / 歌 - 乱崎月香（佐藤利奈）(2008年7月2日)
「世界で一番ヤバイ恋」
作詞 - 畑亜貴 / 作曲・編曲 - 橋本由香利 / 歌 - 乱崎千花（戸松遥）(2008年7月9日)
「我輩は守護獣である、か?」
作詞 - 畑亜貴 / 作曲・編曲 - 金井江右 / 歌 - 乱崎帝架（安元洋貴）(2008年7月16日)
※除第一集所有地區都是播放第一個片尾曲外，其他集數的片尾曲都會根據播放地區的不同而輪流播出以上八首片尾曲之一。各地區的播出片尾曲由廣播節目抽出來的結果決定。

### 各話列表
| 話数       | 日文標題           | 中文標題               | 腳本       | 分鏡       | 演出       | 作畫監督            |
| ---------- | ------------------ | ---------------------- | ---------- | ---------- | ---------- | ------------------- |
| 第壹回     |                    | 凶華大人，君臨天下！   | 池田眞美子 | 黑田恭弘   | 黑田恭弘   | 古賀誠              |
| 第弍回     |                    | 天下就有不散的宴席     | 池田眞美子 | 小寺勝之   | 上坪亮樹   | 大田謙治            |
| 第參回     |                    | 姬宮家的鬼公主         | 池田眞美子 | 井上茜     | 井上茜     | 田村正文            |
| 第四回     |                    | 旅行和詛咒都要按部就班 | 宮崎渚     | 山崎御杖   | 鎌田祐輔   | 大城勝              |
| 第伍回     |                    | 生存蜜月旅行           | 長谷川勝己 | 新留俊哉   | 牟田口裕基 | 大藪佳奈子 柳伸亮   |
| 第六回     |                    | 瘋狂的博士和宴會第二幕 | 長谷川勝己 | 中山敦史   | 中山敦史   | 山内尚樹            |
| 第七回     |                    | 謝謝！暗殺中華！       | 門田裕一   | 上坪亮樹   | 上坪亮樹   | 尾尻進矢            |
| 第八回     |                    | 溫柔死神的養成方法     | 池田眞美子 | 小寺勝之   | 千葉大輔   | 長野路子            |
| 第九回     |                    | 神與死神的宴會         | 池田眞美子 | 垂永士     | 井上茜     | 大田謙治            |
| 第拾回     |                    | 單純海盜慕伽           | 宮崎渚     | 中野英明   | 中野英明   | 小菅和久            |
| 第拾壹回   |                    | 雹霞的初戀             | 長谷川勝己 | 吉田泰三   | 牟田口裕基 | 大河原晴男 柳伸亮   |
| 第拾弍回   |                    | 星期一撿到了貓         | 門田裕一   | 佐藤昌文   | 佐藤昌文   | 柳瀬譲二            |
| 第拾參回   |                    | 千花的憂鬱             | 長谷川勝己 | 小寺勝之   | 上坪亮樹   | 宮下雄次            |
| 第拾四回   | Electric-Butterfly | 發電-蝴蝶              | 長谷川勝己 | 久保山英一 | 久保山英一 | 山内尚樹 櫻井正明   |
| 第拾伍回   |                    | 老婆就是小魔女♪        | 門田裕一   | 中野英明   | 中野英明   | 馬場絵理            |
| 第拾六回   |                    | 紅與白的斑點           | 宮崎渚     | 山中英治   | 白石道太   | 武本大介            |
| 第拾七回   |                    | 決戰就拜託密瓜麵包了   | 宮崎渚     | 佐藤昌文   | 佐藤昌文   | 田内亜矢子          |
| 第拾八回   |                    | 正確的看護方法         | 門田祐一   | 坂田純一   | 井上茜     | 大田謙治            |
| 第拾九回   |                    | 即使不想也是迷糊小惡魔 | 長谷川勝己 | 佐藤雄三   | 佐土原武之 | 尾尻進矢            |
| 第弐拾回   |                    | 維他命C的森林          | 花田十輝   | 小寺勝之   | 柳伸亮     | 大河原晴男          |
| 第弐拾壹回 |                    | 黑色聖誕老人夜晚失眠   | 門田祐一   | 山中英治   | 白石道太   | 大河原晴男 滝川和男 |
| 第弐拾弐回 |                    | 從天而降的公主         | 池田眞美子 | 山崎御杖   | 室谷靖     | 御堂翔流 山内尚樹   |
| 第弐拾參回 |                    | 其名為強欲王！         | 長谷川勝己 | 佐藤昌文   | 佐藤昌文   | 田内亜矢子          |
| 第弐拾四回 |                    | 從宇宙來的物體X        | 池田眞美子 | 小寺勝之   | 中山敦史   | 馬場絵理            |
| 第弐拾伍回 |                    | 凶華大人、狂亂！       | 池田眞美子 | 山中英治   | 柳伸亮     | 大河原晴男          |
| 第弐拾六回 |                    | 再起、閻禍傳說！       | 池田眞美子 | 黑田恭弘   | 井上茜     | 大田謙治 山本真嗣   |

### 播放電視台
日本深夜動畫：下文記載的日本国内播放時間使用日本標準時間（UTC+9）表示。因為部分時間标识會採用30小时制，因此請留意这类超过24:00的时间，其實際播放時間為翌日清晨。
| 放送地域   | 播放電視台   | 播放日期                 | 播放時間             | 播放頻道       | 備註 |
| ---------- | ------------ | ------------------------ | -------------------- | -------------- | ---- |
| 神奈川縣   | tvk          | 2008年4月12日 - 10月4日  | 星期六 25:00 - 25:30 | 獨立UHF局      |      |
| 福岡縣     | TVQ九州放送  | 2008年4月12日 - 10月4日  | 星期六 26:40 - 27:10 | 東京電視台系列 |      |
| 千葉縣     | 千葉電視台   | 2008年4月16日 - 10月8日  | 星期三 25:30 - 26:00 | 独立UHF局      |      |
| 廣島縣     | 新廣島電視台 | 2008年4月16日 - 10月8日  | 星期三 25:35 - 26:05 | 富士電視台系列 |      |
| 埼玉縣     | 玉視         | 2008年4月17日 - 10月9日  | 星期四 26:00 - 26:30 | 独立UHF局      |      |
| 中京廣域圈 | 東海電視台   | 2008年4月17日 - 10月9日  | 星期四 27:35 - 28:05 | 富士電視台系列 |      |
| 大阪府     | 大阪電視台   | 2008年4月18日 - 10月10日 | 星期五 26:35 - 27:05 | 東京電視台系列 |      |
| 日本全域   | AT-X         | 2008年4月21日 - 10月13日 | 星期一 9:30 - 10:00  | CS放送         | 重播 |
| 日本全域   | 萬代頻道     | 2008年4月25日 - 10月17日 | 星期五 12:00 更新    | 網路廣播       |      |

## 廣播劇
- 凶華様　大地に立つ！！　以CD形式發售。

## 外部連結
- ManiaX55  （页面存档备份，存于） 插畫家個人網站
- FB Online （页面存档备份，存于） Fami通文庫網站（日語）
- 動畫版官方網站 （页面存档备份，存于）（日語）